# Çanköy, Kınık
Çanköy là một xã thuộc huyện Kınık, tỉnh İzmir, Thổ Nhĩ Kỳ. Dân số thời điểm năm 2010 là 307 người.